# Aritat
En l'anàlisi matemàtica, l'aritat d'un operador matemàtic o d'una  funció és el nombre d'arguments necessaris perquè aquest operador o funció es pugui calcular.
Per exemple, l'operador de suma «+» és un operador binari (d'aritat 2), perquè necessita dos arguments per poder realitzar una suma. En canvi, la funció valor absolut «| |» és un operador unari (d'aritat 1), perquè només necessita un argument.

## Altres noms
- nul·lari significa que necessita 0 arguments.
- unari significa que necessita 1 arguments.
- binari significa que necessita 2 arguments.
- ternari significa que necessita 3 arguments.
- n-aria significa que necessita n arguments